# 正规平面分割
正规平面分割是一系列图像作品，由荷兰艺术家莫里茲·柯尼利斯·艾雪所作，始于1936年。这些图像的设计基于密鋪，其中不规则形状或形状组合交错覆盖面或平面。
阿尔罕布拉宫是在西班牙格拉纳达的十四世纪摩尔人城堡，这些作品的灵感始于1936年对阿尔罕布拉宫的参观。
虽然艾雪早在1922年就到访过阿尔罕布拉宫，但这次他花了几天时间来研究和勾画砖瓦上丰茂华美的设计。
在1958年，埃舍尔出版了他的《Regular Division of the Plane》一书。书中收录了多幅木刻画来表明这个概念，不过这一系列绘画持续到20世纪60年代末，以图画#137收尾。虽然这些不是艾雪作品中最具艺术意义的，但部分图案却包含于艾雪最知名的那些作品，它们已被利用在一些商业产品中，比如领带。